# Nihad Hrustanbegović
Nihad Hrustanbegović (Bijeljina, 7 juni 1973) is een Nederlands accordeonist en componist van Bosnische afkomst.

## Biografie
Hrustanbegović begon zijn muziekopleiding op negenjarige leeftijd aan de muziekschool in zijn geboortestad Bijeljina. Op zijn veertiende besloot hij beroepsmusicus te worden en werd hij toegelaten tot het muziekgymnasium te Tuzla. Hier kreeg hij les van Midhat Zulic. Tussen zijn veertiende en zeventiende jaar sleepte hij vijf prijzen in de wacht, waarvan drie als solist. Hij richtte zich in die periode op de Bosnische sevdahmuziek, klassieke westerse muziek en moderne muziek uit de twintigste eeuw.
In 1994 vluchtte Hrustanbegović voor de Bosnische Burgeroorlog naar Nederland. Hij vervolgde zijn muziekopleiding in 1995 aan de ArtEZ hogeschool voor de kunsten te Arnhem, waar hij les kreeg van Miny Dekkers en Gerie Daanen. Hij volgde verschillende masterclasses, onder meer te Groningen bij Friedrich Lips en Margit Kern, en te Tilburg bij Joseph Maccerollo. Ook nam hij deel aan het 'Europees project voor nieuwe accordeonmuziek en -performance', een intensief programma voor accordeonstudenten op het gebied van originele accordeonmuziek. Deelnemers aan dit project, waarbij conservatoria van Graz, Kopenhagen, Rotterdam, Helsinki, Berlijn en Essen waren betrokken, manifesteren zich sindsdien als ambassadeurs voor de moderne accordeonmuziek.
In 2000 behaalde Hrustanbegović zijn diploma 'Docerend musicus' en in 2002 volgde het diploma 'Uitvoerend musicus'. Zijn opleiding werd ondersteund door de Stichting voor Vluchteling Studenten UAF.
Hrustanbegović werkte samen met artiesten als Al Di Meola, Grace Jones, Jazz Orchestra of the Concertgebouw, de acrobatische theaterdansgroep Corpus, Flairck en Mozes Rosenberg. In maart 2007 bracht Hrustanbegović zijn eerste solo-cd uit, getiteld The Best of Concert Accordeon. Eén van de nummers, 'Wereld Promenade', is gebruikt in een reclamespot van Heineken. In juni 2010 presenteerde Hrustanbegovic in het Koninklijk Concertgebouw zijn tweede solo-album Opus 7 The Cross-over, waarin hij de klassieke manier van componeren combineert met improvisatie, elementen van jazz, wereldmuziek en pop, zoals de 'Non Sospiro Alhambra'. In 2011 volgde de zijn derde solo-album, Live in Het Concertgebouw Amsterdam, met 'The Medieval Sevdah Rhapsody' en zijn improvisaties op de muziek van Claude Debussy, Astor Piazzolla en Miles Davis. Als eerste accordeonist ter wereld is hij erin geslaagd om in zijn geheel De vier jaargetijden van Antonio Vivaldi, gebaseerd op de originele Urtext-muziekpartituur, op de concertaccordeon te vertolken. Platenmaatschappij Zefir Records bracht deze in 2015 uit op cd.

## Discografie
- The Best of Concert Accordion (2007)
- Opus 7 The Cross Over (2010)
- Live In Het Concertgebouw Amsterdam (2011)
- Sevdah for Petronella (2013)
- Black Orpheus (2013)
- De vier jaargetijden - Antonio Vivaldi (2015)[1]
- Une belle journée (2016)
- In The Valley of Love and Peace (2016)
- Between Sunrise and Sunset Opus Magnum XII (2017)
- Mediterraneo (2025)

## Prijzen
De belangrijkste concoursprijzen die Hrustanbegović heeft gewonnen:
- 1988: 2e prijs in het nationaal accordeonconcours van Bosnië en Herzegovina te Zenica (solo)
- 1990: 1e prijs in het nationaal accordeonconcours van Bosnië en Herzegovina te Mostar, met het Accordeonorkest Tuzla
- 1990: 2e prijs in het accordeonconcours van Joegoslavië te Belgrado, met het Accordeonorkest Tuzla
- 1991: 1e prijs is het nationaal accordeonconcours van Bosnië en Herzegovina te Bihać (solo)
- 1991: 2e prijs in het accordeonconcours van Joegoslavië te Herceg Novi (solo)